# Catedral de la Sagrada Familia (Londres)
La Catedral de la Sagrada Familia más formalmente Catedral Católica Ucraniana de la Sagrada Familia en el Exilio (en inglés:  Cathedral of the Holy Family o bien Ukrainian Catholic Cathedral of the Holy Family in Exile) 
es la catedral de la Eparquía de la Iglesia greco-católica ucraniana (en plena comunión con el papa) de la Sagrada Familia de Londres, Reino Unido. Aunque independiente de la autoridad de la jerarquía de rito latino en Inglaterra y Gales, en su lugar esta bajo la jurisdicción de la eparquía ucraniana greco católica, territorialmente, y la catedral se considera que forma parte del decanato Marylebone de la Arquidiócesis católica de Westminster de rito latino o romano.
Se la llamó así en honor de la Sagrada Familia, durante su huida a Egipto. Se encuentra en la calle Duke (Oxford Street), Mayfair, Londres, Inglaterra. Está abierta para el culto diario. Fue cerrada temporalmente en 2007, cuando parte del techo se derrumbó, pero desde entonces ha sido reformada. El iconostasio, creado por el monje ucraniano Juvenali Mokrytsky, no se vio afectado por el colapso del techo. 
El edificio que ocupa fue diseñado por Alfred Waterhouse en 1891 para que fuese ocupado por la King's Weigh House. Pero la vendieron a los católicos de Ucrania en 1967.